# Ariel Coprov
Ariel Coprov (pe nume adevărat Arie-Leib Coprov; n. 1913, Căprești, Basarabia – d. 15 iunie 2007, Toronto, Canada) a fost un scriitor evreu de limbă idiș și jurnalist sovietic basarabean, stabilit ulterior în Israel.

## Biografie
Ariel Coprov s-a născut în târgul Căpreștilor pe malul Răutului în familia lui Mordhe (Motl)și Perl Coprov. A rămas orfan de tată de mic copil, după ce a plecat împreună cu mama la Telenești. A fost profesor școlar la Telenești și în satele vecine- Inești, Mihălașa. A studiat la Chișinău și la Universitatea din Iași. A fost voluntar pe front în anii celui de al doilea război mondial în cadrul armatei Sovietice. După război a absolvit facultatea de jurnalistică a Universității Lomonosov din Moscova. Ulterior a locuit și a lucrat la Chișinău. A fost jurnalist în presa de limbă idiș, iar după ce aceasta a fost închisă - în cea de limbă rusă și română din Basarabia sovietică (moldovenească).
Din anul 1973 locuiește în Israel, unde a publicat cărțile memoriei localităților Căprești (1980) și Telenești (1982). Din anul 1984 locuiește la Toronto (Canada), unde a publicat 3 cărți în limba idiș. Cartea Lumea glumelor (1996) se referă la glumele, zicătorile, proverbele, aforizmele și epigramele evreiești. Unele cărți au fost traduse în limba engleză la New-York (SUA). A publicat în gazeta The Forward.

## Opera la biblioteca Congresului SUA
- Catalogul electronic al bibliotecii Congresului SUA
- Cartea memoriei localității Telenești: יזכּור-בוך: טעלענעשט (Иsker-buh: Telenășt — Книга Памяти: Теленешты), Tel Aviv, 1982.